# Frankenmuth
Frankenmuth ist eine Stadt in Saginaw County im US-Bundesstaat Michigan.
Im Jahr 2024 betrug die Einwohnerzahl 5.207. Die Stadt liegt im Frankenmuth Township, ist aber politisch selbständig. Das „Bronner’s Christmas Wonderland“, welches von sich behauptet, das weltweit größte Weihnachtsgeschäft zu sein, liegt in Frankenmuth. Im Volksmund heißt die Stadt The Muth oder Little Bavaria („Klein-Bayern“).

## Geographie
Die Stadt erstreckt sich auf einem Gebiet von 7,2 km², wovon 7,1 km² Land- und 0,2 km² Wasserfläche sind. Durch die Stadt fließt der Cass River.

## Geschichte
Das Gebiet wurde im Jahre 1845 von Immigranten aus Franken besiedelt, die meist gebürtige Roßtaler waren. Daher erklärt sich auch der Name des Ortes. Mit dem Zusatz Muth ist tatsächlich der „Mut“ gemeint, nur die Schreibweise ist der Zeit entsprechend anders. Auch das Umland wurde von Franken besiedelt, was sich ebenfalls in der Namensgebung niederschlägt (Frankenlust, Frankentrost und Frankenhilf).
Die Siedlergruppe verließ Deutschland am 20. April 1845 an Bord der Caroline und kam sieben Wochen später in Castle Garden in New York an. Sie reisten über Kanäle und die Großen Seen von New York nach Detroit, wo sie im August 1845 ankamen. Mit der Nelson Smith segelten die Siedler dann nach Saginaw und reisten auf dem Landweg in die heutige Stadt Frankenmuth. Gegründet wurde die Stadt von Friedrich August Crämer aus Kleinlangheim.
Viele Auswanderer waren konservative Lutheraner. Wilhelm Löhe (Neuendettelsau) führte die zersplitterten Gemeinden der Region zusammen und nahm auch Einfluss auf die Missionsarbeit. Von Frankenmuth ging die Missionierung der Chippewa aus. Heute ist die lutherische Gemeinde Mitglied in der Lutheran Church – Missouri Synod.

## Bevölkerung
In Frankenmuth lebten 2024 5.207 Menschen in 2.372 Haushalten. Es gibt 1.118 Familien. Die Bevölkerungsdichte beträgt 684,2 Einwohner pro km². 98,8 % der Bevölkerung sind weiße US-Amerikaner, 0,27 % afrikanische Amerikaner, 0,21 % gebürtige Amerikaner (Indianer), 0,29 % asiatischer Herkunft, 0,06 % anderer Herkunft und 0,37 % stammen von zwei oder mehr Ethnien ab.
54,8 % sind verheiratet, 24,8 % der Haushalte haben Kinder unter 18 Jahren, 37,7 % sind Singles.

## Städtepartnerschaften

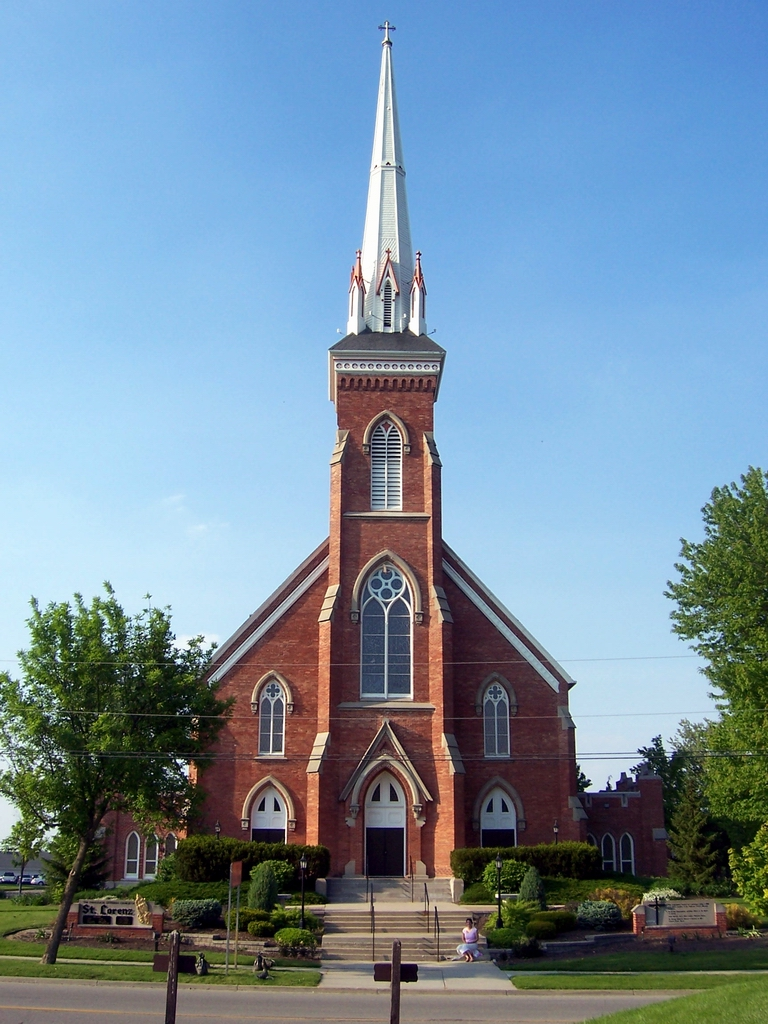
Kirche in Frankenmuth

- Gunzenhausen in Bayern, seit 1962[11]
- Die Lutherische Gemeinde Frankenmuth unterhält freundschaftliche Beziehungen zur St. Nikolaigemeinde Neuendettelsau.

## Wirtschaft
Haupteinnahmequelle ist der Tourismus. Frankenmuth hat jedes Jahr ca. drei Millionen Besucher, die die „bayerischen“ Geschäfte oder Restaurants sehen wollen. Am bekanntesten ist das Bronner’s Christmas Wonderland und die Restaurants Zehnder’s und Bavarian Inn. Außerdem zieht Frankenmuth Touristen durch seine Volksfeste an. Ebenso gibt es eine Brauerei  die auf deutsches Bier spezialisiert  ist.

## Architektur
Die meisten Häuser der Stadt sind nach fränkischer Art gebaut. Außerdem wurden die Straßen nach deutschem Vorbild beschildert. Ein Kuriosum stellt die Stille-Nacht-Kapelle dar: Sie ist eine originalgetreue Kopie der gleichnamigen Kapelle der Stadt Oberndorf im Salzburger Land (Österreich).

## Sonstiges
Die Classic-Rock-Band Greta Van Fleet stammt aus Frankenmuth.